# Dja-et-Lobo
Dja-et-Lobo is een departement in Kameroen, gelegen in de regio Sud. De hoofdstad van het departement heet Sangmélima. De totale oppervlakte bedraagt 19 991 km². Er wonen 173 219 mensen in Dja-et-Lobo.

## Districten
Dja-et-Lobo is onderverdeeld in negen districten:
- Bengbis
- Djoum
- Meyomessala
- Meyomessi
- Mintom
- Oveng
- Sangmélima (stad)
- Sangmélima (platteland)
- Zoétélé